# Gereon Krebber

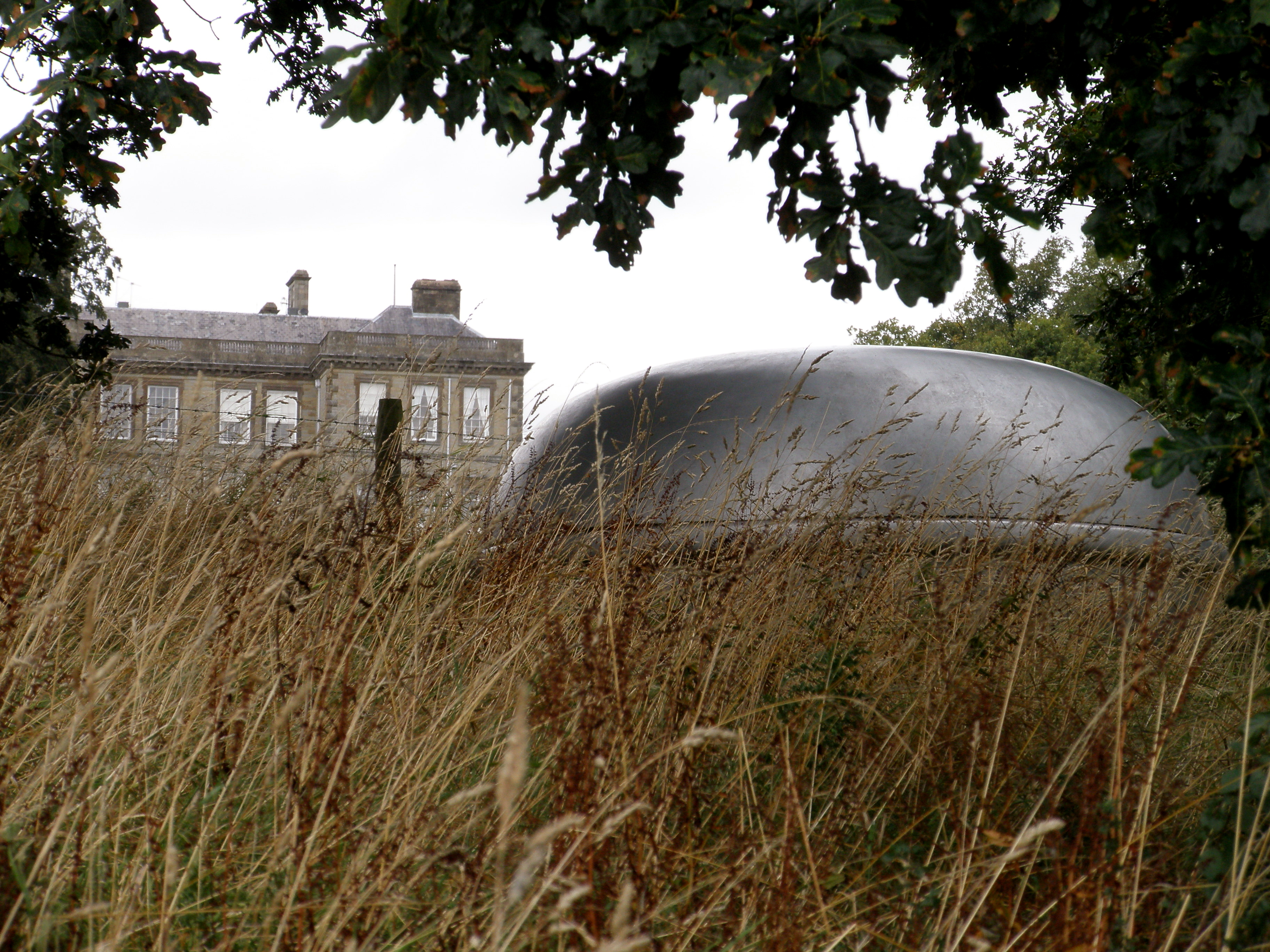
Tin, Gereon Krebber, 2003

Gereon Krebber (* 1973 in Oberhausen) ist ein deutscher Bildhauer.
Gereon Krebber studierte von 1994 bis 2000 an der Düsseldorfer Kunstakademie bei Tony Cragg und Hubert Kiecol und anschließend am Royal College of Art in London. Er lebt und arbeitet in Köln. Seit 2012 ist er Professor an der Kunstakademie Düsseldorf.

## Preise
- 1999 Förderpreis der Stadt Gladbeck
- 2002 Förderpreis der Stadt Gelsenkirchen
- 2003 Jerwood Sculpture Prize
- 2005 ZVAB-Phönix-Kunstpreis
- 2007 Kunstpreis junger westen
- 2007 Kulturpreis der Stadt Bottrop
- 2009 14. Duisburger Wilhelm-Lehmbruck-Stipendium
- 2009 Förderpreis des Landes Nordrhein-Westfalen für Bildende Kunst

## Ausstellungen
- 2007: All that is solid melts into air; Kunsthalle Wilhelmshaven
- 2008:
  - Frischzelle_08, Kunstmuseum Stuttgart
  - Wollte könnte sollte, Kunsthalle Bremerhaven
  - Superliminal, Museum Morsbroich
  - Sorrysorrysorry, Museum Goch
  - Frischzelle_08, Kunstmuseum Stuttgart
- 2010: mit Luka Fineisen, Wasserspiegel in den Flottmann-Hallen Herne, zugleich Auftakt zur Ausstellungsreihe liquid area der RUHR.2010
- 2010: Alles Fließt, Manches Hakt, Kunstverein Region Heinsberg
- 2016: Gereon Krebber. Antikörper/OTC, Museum Folkwang Essen
- 2016: Gereon Krebber. antagomorph, Museum DKM[1][2] Duisburg